# Šibensko puce
Šibensko puce (šibenski botun, toka; osim jedine riječ puca je također i stariji oblik množine za čitav prsni ukras kakav se izvodi iz arhaične jednine puc - npr. u Tanzlingherovom rječniku) je okruglo srebrno puce napravljeno tehnikom filigrana.

## Opis
Srebrne ukrase muške nošnje je narodnim riječima za JAZU (današnju HAZU) opisao njen etnografski suradnik iz Đevrsaka Vladimir Ardalić. Fragmenti iz šireg neobjavljenog gradiva:
Puca koja su povelika da ih ima kao jaja od pilice (mlade kokoši) koja su od saljevenog srebra okrugla i zasukata pa i pletena od srebrene žice koja stoje prišivena niz kaporan s jedne i s druge strane na prsije.
Toke od srebrene žice nasukati v[i]jenci koje sto[j]e sa sponama utvrđene na prsijem jačerme ispod džeba [srebrnih pločica] po ilicim[a].
Po riječima ravnateljice zagrebačkog Etnografskog muzeja Marijane Gušić u vodiču kroz stalni izložbeni postav 1955. godine, „imenom toke zove se kojiput sam kovni nakit koji se stavlja na prsluk (...), to su ilike, puceta, ploče i koluti, no češće se imenom toke zove čitav takav prsluk zajedno s kovom”.

## Rasprostranjenost masivnog muškog srebrnog nakita
Sasvim jednostavne su toke Ličanina. U ovoj istoj varijanti dosiže ovaj predmet do najsjevernije granice dinarske kulturne oblasti, na Kordunu, oko Slunja i PLaškoga. Tamnomodri krožet iz Ravnih kotara također je ukrašen srebrnim kovom na način toka. No najgizdavije su toke iz Cetinske i Sinjske Krajine, gdje služe kao stalan pribor uz svečano muško odijelo. (...) Srebrne toke služe u svečanom ruhu sinjskog alkara, koji pokazuje i druge jake oznake feudalne vlasteoske odjeće.
Veće toke bez filigrana čuvene su u narodnim nošnjama povijesne Hercegovine (kićeni primjerci prsluka fermena u Zavičajnim muzejima u Mostaru i Foči, te primjerak iz Pljevalja u sarajevskom Zemaljskom muzeju), kao i kod Crnogoraca („kod najbogatijih odielah ima toliko srebrenih gumbovah, da svi skupa s daleka nalikuju srebrenu oklopu”).

## Povijest
Usporedivi oblici nakita arheološki su utvrđeni u prethistorijskim i ranosrednjovjekovnim grobovima. Na srednjovjekovnim likovnim prikazima dalmatinskih pučana (npr. na sceni rada u vinogradu s Radovanovog portala trogirske katedrale sv. Lovre, ili u prizoru ceremonijalnog oranja pod ukrašenom kapom na fresci crkvice Gospe Srimske kod Šibenika) nema ovako istaknuto kićenih puceta. 
Važan utjecaj iz vremena novog vijeka su imale i orijentalne radionice s druge strane granice Osmanskog Carstva, koje su radile i po uzoru na skupocjenosti iz ratnog plijena bosanskih vojnika iz turskih ratova u Siriji, Iraku itd.
Za široko usvajanje u narodnim tradicijama najvažniju ulogu je odigralo vojno organiziranje pograničnog pojasa prema Turcima, naročito od vremena Kandijskog rata (1645. – 1669.) kojim je okončano razdoblje pasivnog vojnog držanja Mletačke republike spram Osmanskog Carstva a dalmatinsko zaleđe prometnuto u dugotrajno poprište vojnih navala, četovanja, vrbovanja i migracija. Puce (po mletačkom izrazu „toka”; u Parčićevom talijansko-hrvatskom rječniku je zabilježena riječ „tokalija” u značenju tako kićenoga muškarca) je bilo dijelom darova kakve su junaci i zapovjednici dobivali od providura u Zadru. Krupna puceta i kovinski okovi u odjeći ovih teritorijalnih oružnika su imali i pancirni učinak, pa ih je estetski i funkcionalni efekt učinio priželjkivanim dijelom ukupne pojave muškarca.
Budući da su mletačke vlasti iz same Venecije za nagrađivanja i potplaćivanja vojskovođa, postrojbi, uhoda i ukupne vojne organizacije teritorija dobivale novac, ovi su se predmeti izrađivali kod domaćih gradskih obrtnika. Zato je važan teritorijalni obuhvat istočnojadranskih mletačkih akvizicija, jer su se u filigranskom umijeću izrade izvještile generacije obrtnika sve od skadarskog područja (sa svojim zaleđem uključivo do Metohije tj. Dukađinske Ravni) do sjeverne Dalmacije, ali ne i sjevernije uz obalu. Krupna filigranska puceta su do konca XVIII. st. već čvrsto u narodnoj tradiciji, kada u svojem neobjavljenom rječniku fra Josip Jurin koristi hrvatski izraz „speti puca oko sebe”, tj. okititi se pucetima. Ovako uvriježene proizvode obrtnici su, osim u gradskim dućanima, prodavali i po sajmovima.
Od XVII. st. nadalje postoje i arhivski spomeni ovakvih puceta, najčešće kao dio svečanih muških ogrtača ili prsluka. Ovakva je statusna i ceremonijalna odjeća bila crvena, tj. „skerletna” po opisima iz narodnih junačkih pjesama.

## Društveni značaj
Puce je kroz povijest imalo značaj poput oružja ili vojničkog ordenja, jer su ga u odjeći imali samo muškarci - i to oni sposobni za oružje i nagrađeni zbog vojnih zasluga. U tom je smislu krupno filigransko puce bilo simbol društvenog statusa, kako spram žena i nedoraslih muškaraca, tako i u odnosu na muškarce koji nisu imali dopuštenje nošenja oružja što je bilo dijelom pogranične vojne službe. Ovakve statusne slobode (koje su značile npr. izuzetost svojih sredina od obveze veslanja na galijama) su bile plaćene krvlju.
Natalija Bruck-Auffenberg u svojoj likovnoj mapi „Dalmacija i njena narodna umjetnost” (hrvatski prijevod iz 1911.) značaj ovakvog statusnog simbola dotiče opisujući statusno uznapredovalog pučanina iz Bribirskih Mostina koji je u preuveličanom pucetu, nošenom oko vrata, držao rakiju, ili kada konstatira da takav nakit u Mađarskoj nose samo velikaši, a u Dalmaciji svaki seljak. Iz takvih opisa je jasno kako je statusno kićenje ovakvim nakitom imalo značaj kakav je inače imalo npr. pravo nošenja mača ili sablje - ceremonijalnog obilježja velikaša i časnika.

## Podrijetlo
Slično kao i s niskom crvenom kapom kakva je među pukom gradova sjevernodalmatinske obale bila poznata i u Zadru i u Šibeniku, zbog migracija i demografskih promjena ova je višestoljetna rukotvorna tradicija namijenjena širokom pučkom nošenju po narodnom ukusu ostala dulje asocirana Šibeniku. Primjerice, Jelica Belović-Bernadzikowska u svojem tekstilnom rječniku iz 1898. godine hvali „toku zadarkinju”, no kasnije se takav naziv više ne može zateći.
Umijeće izrade šibenskog puceta i danas je živo u zlatarskim radionicama, a puce slovi kao jedan od autentičnih šibenskih suvenira. Među čuvenijim odjevnim cjelinama temeljenima na narodnoj tradiciji šibensko je puce sastavni dio „dalmatinskog veštita” kakav se kroji u Trogiru. I u nizu drugih situacija, poput protokolarnih darivanja stranih gostiju, šibensko puce kao narodna tradicija ovog dijela Hrvatske poprima obilježja nacionalnog čuvenja.